# Hymedesmia irregularis
Hymedesmia irregularis är en svampdjursart som beskrevs av William Lundbeck 1910. Hymedesmia irregularis ingår i släktet Hymedesmia och familjen Hymedesmiidae. Inga underarter finns listade i Catalogue of Life.